# Cabinet Scholz
Pour les articles homonymes, voir Gouvernement Scholz.
République fédérale d'Allemagne
Merkel IV Merz
Le cabinet Scholz (en allemand : Kabinett Scholz) est le gouvernement fédéral de la République fédérale d'Allemagne du 8 décembre 2021 au 6 mai 2025, sous la 20e législature du Bundestag.
Il est dirigé par le social-démocrate Olaf Scholz et formé après les élections fédérales du 8 décembre 2021. Il se compose initialement de 16 ministres fédéraux, dont un porte le titre de vice-chancelier. Lors d'un remaniement opéré en novembre 2024, il passe à 14 ministres.
Il est initialement constitué d'une coalition « en feu tricolore » entre le Parti social-démocrate, Les Verts et le Parti libéral-démocrate. Celle-ci est rompue en novembre 2024 avec le départ du Parti libéral-démocrate, provoquant la mise en minorité de l'exécutif.
Il succède au quatrième cabinet de la chrétienne-démocrate Angela Merkel.

## Historique du mandat
Ce gouvernement est dirigé par le nouveau chancelier fédéral social-démocrate Olaf Scholz, précédemment vice-chancelier et ministre fédéral des Finances. Il est constitué et soutenu par une « coalition en feu tricolore » entre le Parti social-démocrate d'Allemagne (SPD), l'Alliance 90/Les Verts (Grünen) et le Parti libéral-démocrate (FDP). Ensemble, ils disposent de 416 députés sur 736, soit 56,5 % des sièges du Bundestag.
Il est formé à la suite des élections fédérales du 26 septembre 2021.
Il succède donc au quatrième cabinet de la chrétienne-démocrate Angela Merkel, au pouvoir depuis novembre 2005, constitué et soutenu par une « grande coalition » entre les Unions chrétiennes (CDU/CSU) et le Parti social-démocrate.

### Formation
Au cours du scrutin, le Parti social-démocrate progresse et devance les Unions chrétiennes, qui réalisent le plus mauvais résultat de leur histoire. Les Verts et le Parti libéral sont les principaux bénéficiaires de ce scrutin, profitant du rejet de la grande coalition au pouvoir,.
Le 6 octobre, les écologistes font part de leur souhait d'ouvrir des discussions exploratoires avec le Parti social-démocrate dans l'optique de mettre en place une coalition « en feu tricolore », une position partagée quelques heures plus tard par le Parti libéral-démocrate. Les chefs de file des trois partis en discussion annoncent le 15 octobre avoir conclu positivement leurs entretiens exploratoires, ce qui leur permet d'ouvrir des négociations pour établir un contrat de coalition précis et détaillé.
L'accord de coalition est dévoilé publiquement le 24 novembre. Les ministres écologistes et libéraux sont désignés le 26 novembre par leurs partis respectifs,. Huit jours plus tard, la date d'élection d'Olaf Scholz comme chancelier fédéral est programmée au 8 décembre. Les sociaux-démocrates dévoilent deux jours avant l'identité des titulaires de leurs départements ministériels.
Avec huit femmes et neuf hommes, ce cabinet est le plus paritaire des gouvernements en début de mandat. En ne se comptant pas, Olaf Scholz obtient la parité parmi ses ministres, qu'il avait promise pendant sa campagne. L'exécutif compte 16 ministres, soit un de plus que dans le gouvernement précédent avec la réintroduction du ministère des Travaux publics, disparu depuis 1998. Deux ministres seulement sont originaires de l'ex-Allemagne de l'Est et Cem Özdemir devient le premier ministre fédéral allemand issu de l'immigration turque.

### Programme de coalition

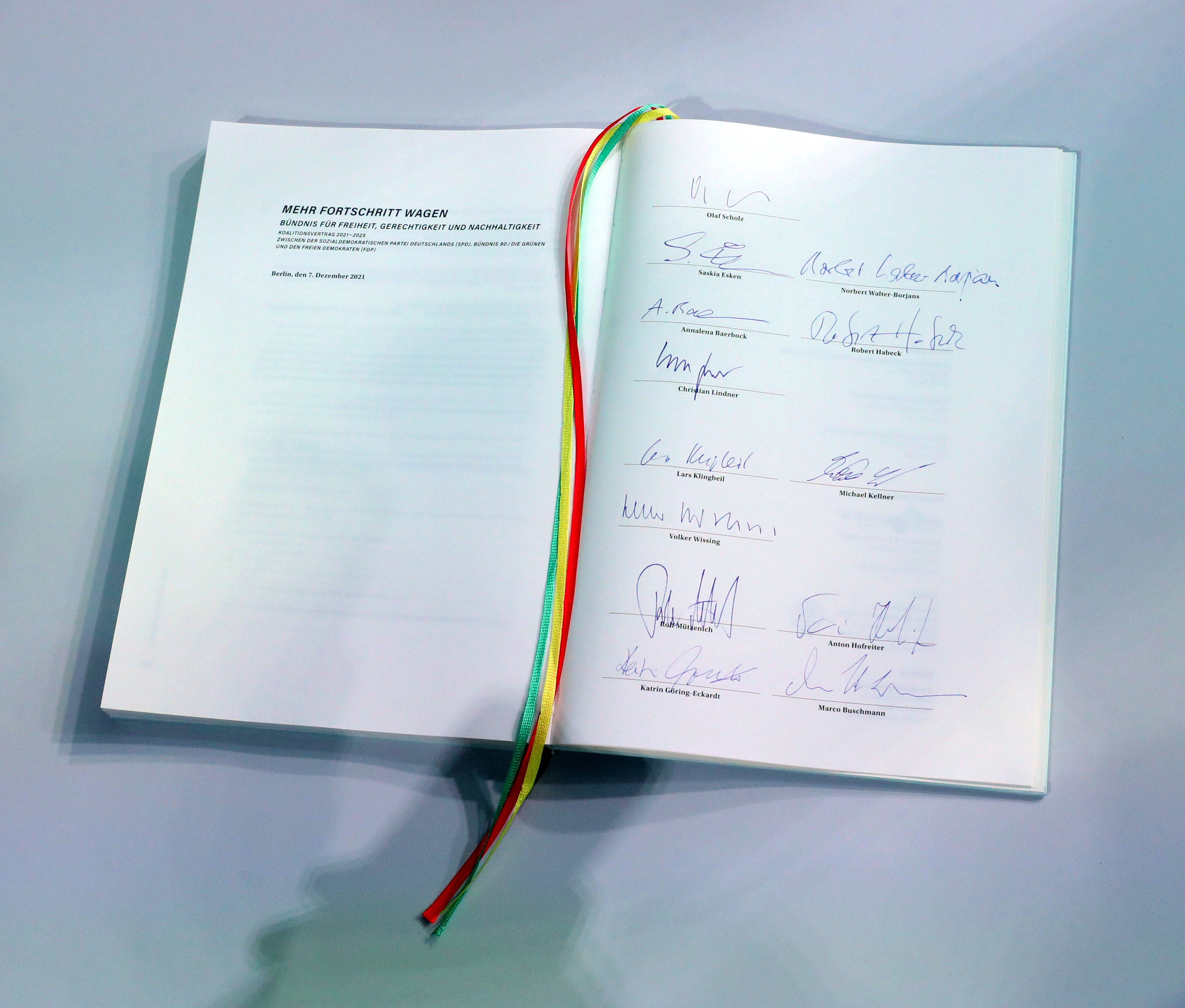
Le contrat de coalition signé.

L'accord de coalition signé par le SPD, les Verts et le FDP s'inscrit pour l'essentiel dans la continuité avec l’ère Merkel, prévoyant une politique économique libérale, des réformes sociales modérées et une diplomatie atlantiste. Sur le plan économique, le contrat de gouvernement s'engage à augmenter le salaire minimum à 12 euros brut de l’heure et le retour à une stricte austérité budgétaire à partir de 2023 (inscrite dans la Constitution, elle avait été suspendue pendant la pandémie de Covid-19), tout en rejetant le rétablissement de l’impôt sur la fortune et les mesures destinées à modifier les lois Hartz que promettait le SPD pendant la campagne électorale. En matière de politique extérieure, le nouveau gouvernement prévoit de ratifier le traité sur l'interdiction des armes nucléaires (Tian) adopté par l’ONU, mais reconnaît par ailleurs le bien-fondé de la « participation nucléaire » de l’Allemagne au déploiement de force des États-Unis en assumant et le stockage de leurs bombes atomiques sur le sol allemand. Il est aussi question d'augmenter les dépenses militaires notamment afin d'équiper l’armée allemande de drones de combat. Sur les questions environnementales, les dernières centrales nucléaires devront fermer en 2022 et les centrales à charbon « idéalement » en 2030, remplacées par des centrales au gaz et par les énergies renouvelables.

### Budget 2023 jugé anti-constitutionnel
En novembre 2023, la Tribunal constitutionnel fédéral juge que « le budget 2023 du gouvernement n'est pas constitutionnel ». Le jugement est perçu comme un « camouflet » « cinglant » pour le gouvernement d’Olaf Scholz. Au début de la législature, celui-ci avait utilisé, par le biais d'une « manœuvre budgétaire controversée », un reliquat budgétaire de 60 milliards d’euros, destiné à l’origine à la lutte contre la pandémie du Covid-19, pour alimenter un « fonds pour la transformation et le climat ». Cette manœuvre avait été dénoncée par l’opposition chrétienne-démocrate comme un « tour de passe-passe budgétaire ». Entre janvier et fin octobre 2023, 31,2 milliards d'euros ont été dépensés sans que cette somme apparaisse dans le budget, ainsi que le reproche le Tribunal constitutionnel. La décision du Tribunal constitutionnel interdit le transfert des 60 milliards d'euros dans ce fonds pour le climat et la transformation de l'économie entraînant notamment le gel des nouveaux crédits d'engagements issus du budget 2023 de tous les ministères fédéraux. Elle a également pour conséquence de plonger le gouvernement d’Olaf Scholz, déjà très divisé sur les questions budgétaires, dans une crise politique.  Les dépenses engagées sur la base du fonds, qui ont servi à financer des subventions massives et des plans de décarbonation, voient leur base juridique déclarée nulle. Pour son budget 2024, le gouvernement n'aura finalement que trois options : augmenter les impôts, diminuer les dépenses ou lever la règle dite du « frein à l'endettement », inscrite dans la Loi fondamentale, qui limite les nouveaux emprunts à 0,35 % du PIB. En plein casse-tête financier, le gouvernement est contraint de reporter l'adoption du budget 2024.

### Manifestations
En janvier 2024, le gouvernement d’Olaf Scholz, objet d’une « impopularité record », est confronté à une vague de contestations au sein de la Deutsche Bahn, ainsi que de la part des agriculteurs qui paralysent le pays protestant contre la hausse des prix du diesel. Ces manifestations se produisent alors que le pays est menacé par la récession en raison des difficultés du secteur industriel, plombé par les coûts de l'énergie, toute mesure d'économie à laquelle est contraint le gouvernement passant mal.

### Succession

#### Rupture de la coalition
La coalition est rompue le 6 novembre 2024, à la suite de la décision d'Olaf Scholz de limoger le ministre fédéral des Finances libéral Christian Lindner. Si cette décision est la conséquence d'un désaccord sur la préparation du budget 2025 de l'État fédéral, elle fait suite à de nombreuses mésententes au sein de la majorité, entre le Parti social-démocrate et Les Verts, défenseurs de l'État-providence, et le Parti libéral-démocrate, partisan de la rigueur budgétaire, des baisses d'impôts et de la politique de l'offre. À la suite de cette décision, le chancelier se maintient au pouvoir dans le cadre d'un gouvernement minoritaire et indique son intention de poser la question de confiance au Bundestag le 15 janvier 2025, ce qui devrait conduire à l'organisation d'élections fédérales anticipées. Le 8 novembre, le gouvernement est remanié afin de tenir compte du départ des libéraux : le ministre fédéral des Transports Volker Wissing annonce quitter le FDP afin de se maintenir au sein du cabinet et prend également le poste de ministre fédéral de la Justice, le conseiller spécial d'Olaf Scholz, Jörg Kukies, remplace Christian Lindner, et le ministre fédéral de l'Agriculture Cem Özdemir devient en sus ministre fédéral de l'Éducation.

#### Élections anticipées
Olaf Scholz pose finalement la question de confiance le 16 décembre, qu'il perd comme prévu par 394 voix contre, 207 voix pour et 116 abstentions. En conséquence, le président fédéral Frank-Walter Steinmeier dissout formellement le Bundestag le 27 décembre et convoque les élections fédérales au 23 février 2025. Lors du scrutin, la CDU/CSU arrive en tête avec plus de 28 % des voix, devant l'Alternative pour l'Allemagne (AfD) qui réalise avec près de 21 % des suffrages un résultat historique pour un parti d'extrême droite. Le Parti social-démocrate s'effondre avec environ 16 % des voix. La formation d'une « grande coalition » est présentée comme l'option la plus probable.
Le 9 avril 2025, la CDU, la CSU et le SPD annoncent la conclusion d'un accord en vue de constituer une « coalition noire-rouge ». Le contrat de coalition est formellement signé le 5 mai par les présidents des trois partis. Le chrétien-démocrate Friedrich Merz est élu chancelier le lendemain par le Bundestag au deuxième tour de scrutin, son échec au premier tour constituant un fait inédit dans l'histoire de la République fédérale. Il prête ensuite serment puis forme son gouvernement de 17 ministres.

## Composition
| Fonction | Titulaire | Titulaire                       | Titulaire                                     | Parti    |
| --- | --------- | ------------------------------- | --------------------------------------------- | -------- |
| Chancelier fédéral |           | Olaf Scholz en 2025             | Olaf Scholz                                   | SPD      |
| Vice-chancelier Ministre fédéral de l'Économie et du Climat                                                                         |           | Robert Habeck en 2025           | Robert Habeck                                 | Grünen   |
| Ministre fédéral des Finances |           | Christian Lindner en 2024       | Christian Lindner (jusqu'au 06/11/2024)       | FDP      |
| Ministre fédéral des Finances |           | Jörg Kukies en 2025             | Jörg Kukies (à partir du 07/11/2024)          | SPD      |
| Ministre fédérale de l'Intérieur et de la Patrie                                                                                    |           | Nancy Faeser en 2023            | Nancy Faeser                                  | SPD      |
| Ministre fédérale des Affaires étrangères                                                                                           |           | Annalena Baerbock en 2025       | Annalena Baerbock                             | Grünen   |
| Ministre fédéral de la Justice |           | Marco Buschmann en 2021         | Marco Buschmann (jusqu'au 07/11/2024)         | FDP      |
| Ministre fédéral de la Justice |           | Volker Wissing en 2020          | Volker Wissing (à partir du 08/11/2024)       | Ind.     |
| Ministre fédéral du Travail et des Affaires sociales                                                                                |           | Hubertus Heil en 2021           | Hubertus Heil                                 | SPD      |
| Ministre fédéral de la Défense |           | Christine Lambrecht en 2022     | Christine Lambrecht (jusqu'au 19/01/2023)     | SPD      |
| Ministre fédéral de la Défense |           | Boris Pistorius en 2019         | Boris Pistorius                               | SPD      |
| Ministre fédéral de l'Alimentation et de l'Agriculture                                                                              |           | Cem Özdemir en 2018             | Cem Özdemir                                   | Grünen   |
| Ministre fédérale de la Famille, des Personnes âgées, des Femmes et de la Jeunesse                                                  |           | Anne Spiegel en 2016            | Anne Spiegel (jusqu'au 11/04/2022)            | Grünen   |
| Ministre fédérale de la Famille, des Personnes âgées, des Femmes et de la Jeunesse                                                  |           | Lisa Paus en 2020               | Lisa Paus (à partir du 25/04/2022)            | Grünen   |
| Ministre fédéral de la Santé |           | Karl Lauterbach en 2020         | Karl Lauterbach                               | SPD      |
| Ministre fédéral des Transports et du Numérique                                                                                     |           | Volker Wissing en 2020          | Volker Wissing                                | FDP/Ind. |
| Ministre fédérale de l'Environnement, de la Protection de la Nature, de la Sécurité nucléaire et de la Protection des consommateurs |           | Steffi Lemke en 2024            | Steffi Lemke                                  | Grünen   |
| Ministre fédérale de l'Éducation et de la Recherche                                                                                 |           | Bettina Stark-Watzinger en 2024 | Bettina Stark-Watzinger (jusqu'au 07/11/2024) | FDP      |
| Ministre fédérale de l'Éducation et de la Recherche                                                                                 |           | Cem Özdemir en 2018             | Cem Özdemir (à partir du 08/11/2024)          | Grünen   |
| Ministre fédérale de la Coopération économique et du Développement                                                                  |           | Svenja Schulze en 2023          | Svenja Schulze                                | SPD      |
| Ministre fédérale du Logement, du Développement urbain et de la Construction                                                        |           | Klara Geywitz en 2019           | Klara Geywitz                                 | SPD      |
| Ministre fédéral avec attributions spéciales Directeur de la chancellerie fédérale                                                  |           | Wolfgang Schmidt en 2023        | Wolfgang Schmidt                              | SPD      |